# Liste der Ehrenbürger von Schweinfurt
Die Stadt Schweinfurt hat bislang 32 Personen das Ehrenbürgerrecht verliehen.
Hinweis: Die Auflistung erfolgt chronologisch nach Datum der Zuerkennung.

## Die Ehrenbürger der Stadt Schweinfurt

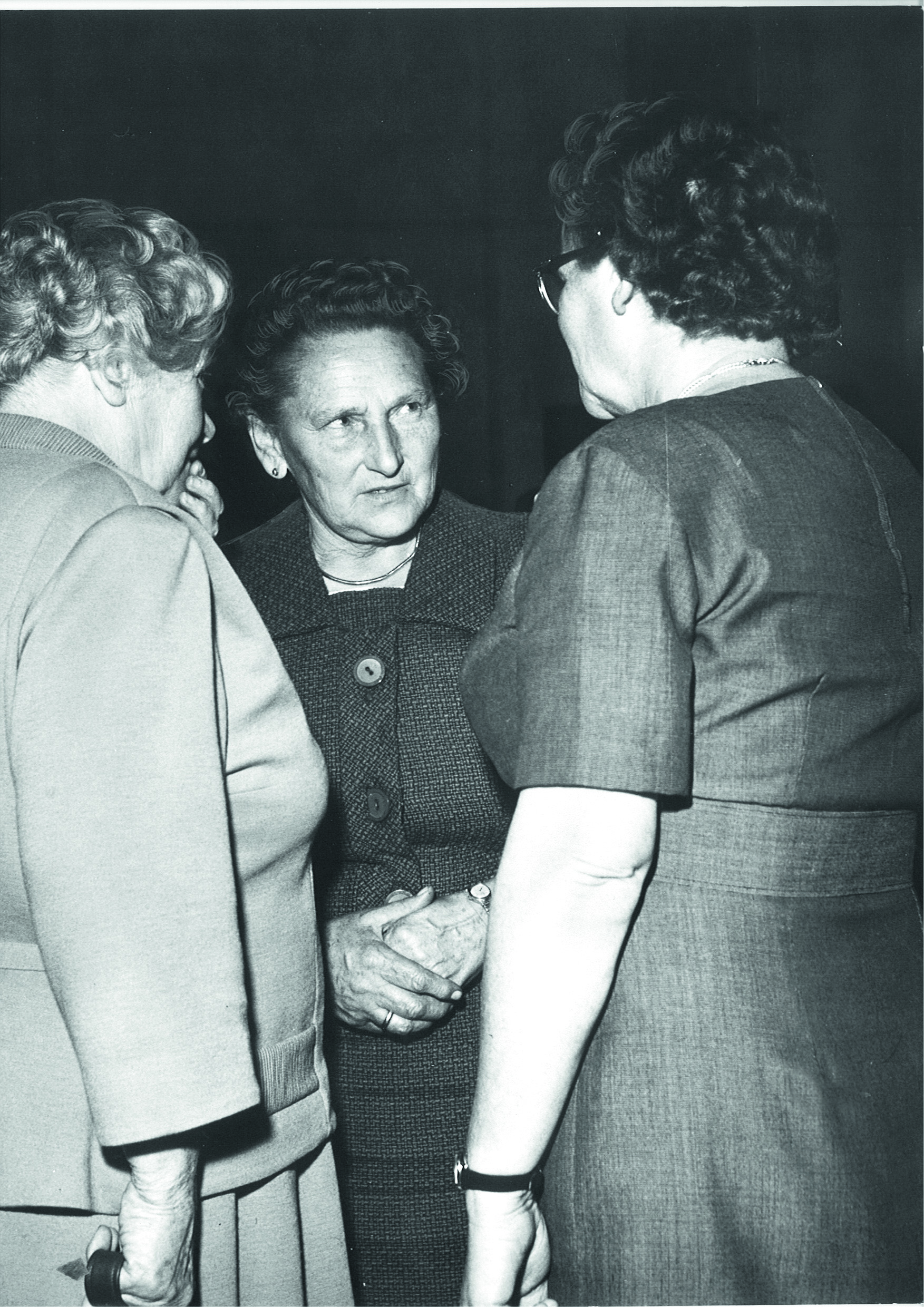
Gretel Baumbach

1. Peter Friedrich Christian Endres (* 1787; † 1831)
Dekan und Oberpfarrer
Verleihung am 8. November 1822
2. Heinrich Christian Ullrich (* 1791; † 1861)
Diakon
Verleihung am 8. November 1822
3. Ernst Friedrich Wilhelm Fabri (* 1797; † 1866)
Progymnasialprofessor
Verleihung am 8. November 1822
Endres, Ullrich und Fabri wurden gemeinsam für ihre Verdienste um die Bildung der studierenden Jugend geehrt.
4. Friedrich Wilhelm Ruß (* 1779; † 1843)
Chemiker
Verleihung am 10. April 1826
Ruß legte zusammen mit Wilhelm Sattler mit der industriellen Produktion des Schweinfurter Grüns den Grundstein für die Farben- und Tapetenindustrie der Stadt
5. Philipp Franz Freiherr von Gebsattel (* 1759; † 1837)
kgl. Kreis- und Stadtgerichtsdirektor
Verleihung am 28. Juli 1835
Gebsattel erwarb sich während seines 30-jährigen Wirkens im Justizwesen der Stadt Verdienste um die Bürgerschaft.
6. Georg Karl von Seuffert (* 1800; † 1870)
kgl. Kreis- und Stadtgerichtsdirektor
Verleihung am 10. November 1838
Seuffert wurde in Erwägung seines ausgezeichneten Wirkens als Mitglied und Vorstand der Justizbehörde durch umsichtige Beförderung der Gerechtigkeitspflege, durch allseitig zuvorkommend ausgesprochene Humanität gegen die Bürger- und Einwohnerschaft und durch unverkennbares, wohlwollendes Streben der Wohlfahrt derselben zum Ehrenbürger ernannt.

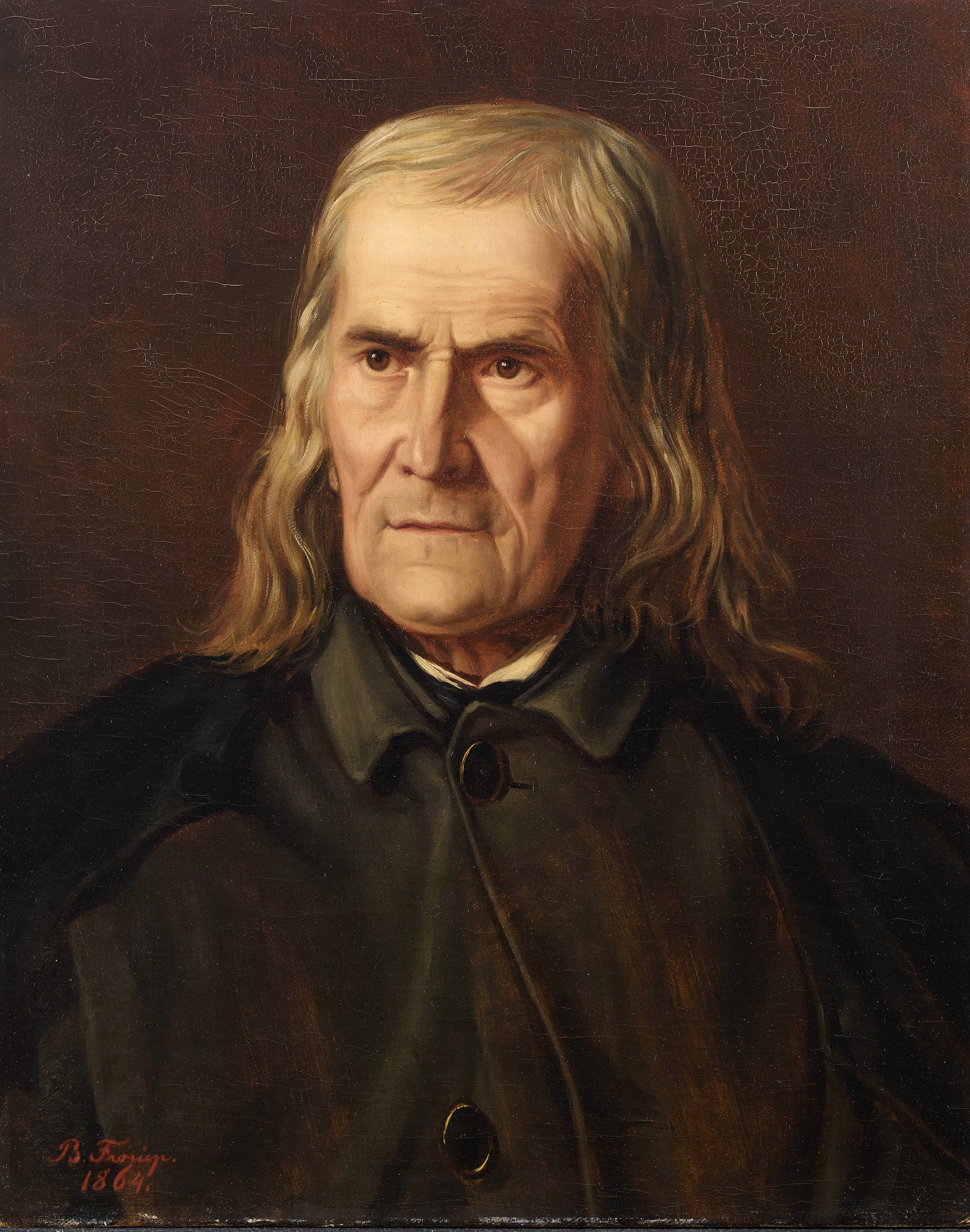
Friedrich Rückert
7. Friedrich Rückert (* 16. Mai 1788 in Schweinfurt; † 31. Januar 1866 in Neuses bei Coburg)
preußischer Geheimrat und Dichter
Verleihung am 16. Oktober 1864
Mit der Verleihung zeichnete die Stadt Schweinfurt mit Stolz den ruhmgekrönten Dichter und Sänger, der hier geboren wurde, aus.
8. Wilhelm Förtsch (* 1807; † 1872)
Dekan und Pfarrer
Verleihung am 18. April 1871
In Anerkennung der in 16 Jahren als Schulvisitator der protestantischen Volksschulen und Referent der Lokalschulkommission um das Volksschulwesen der Stadt erworbenen ausgezeichneten und hervorragenden Verdienste.
9. Adam Ambach (* 1799; † 1875)
Arzt und Magistratsrat
Verleihung am 24. Dezember 1873
Ambach erhielt die Ehrenbürgerschaft für 25 Jahre ununterbrochener Begleitung der Funktionen eines bürgerlichen Magistratsrates und Pflegschaftsrates und Kassiers der Armenpflege.
10. Friedrich Stein (* 1820; † 1905)
Advokat und Rechtsanwalt, kgl. Justizrat
Verleihung am 9. Januar 1890
Mit der Ernenennung zum Ehrenbürger dankte die Stadt Schweinfurt Stein für dessen erfolgreiche Mitwirkung am Zustandekommen des Rückertdenkmals und seine verdienstvollen Arbeiten auf dem Gebiete der Geschichte der Stadt. Zudem wurde seine langjährige, eifrige und pflichttreue Tätigkeit als I. Vorstand des Gemeindekollegiums gewürdigt.

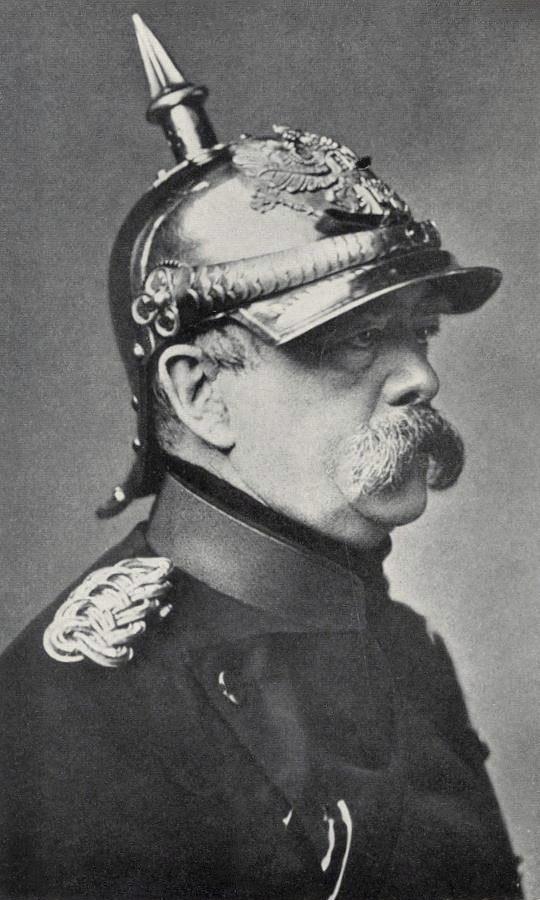
Otto von Bismarck
11. Fürst Otto von Bismarck (* 1. April 1815 in Schönhausen; † 30. Juli 1898 in Friedrichsruh)
erster Kanzler des Deutschen Reiches
Verleihung am 19. Februar 1895
Die Stadt dankte (historisch nicht korrekt) Bismarck mit der Verleihung seinen weitsehenden Blick, der im Juli 1866 im Verlauf des Deutschen Krieges in höchster Gefahr die Stadt vor unmittelbarer Kriegsgefahr rettete.
12. Friedrich Wirsing (* 1830; † 1903)
Privatier und Magistratsrat
Verleihung am 16. Dezember 1902
Wirsing erwarb sich von 1870 an Verdienste als Mitglied des Rates der Stadt durch hervorragende Treue und unermüdliche Fürsorge für die Verwaltung des städtischen Vermögens sowie auf dem Gebiete der Obsorge für das städtische Schulwesen.
13. Gustav Breitung (* 1840; † 1909)
Advokat und Rechtsanwalt, kgl. Justizrat
Verleihung am 11. September 1906
In dankbarster Anerkennung der Verdienste, die er an der Spitze der Vertretung der Bürgerschaft über 15 Jahre lang in einer Periode arbeitsreichster und verantwortungsvollster Entwicklung des Gemeinwesens in unermüdlicher Hingabe an die übernommenen Pflichten durch erfolgreichste Mitarbeit, bewährten Gemeinsinn und stets bewiesene Bürgerfreundlichkeit erworben hat.
14. Wilhelm Fischer (* 1850; † 1915)
Privatier
Verleihung am 13. Januar 1915
Gewürdigt wurden Fischers hohe Verdienste um die Interessen der Stadtgemeinde auf allen Gebieten des gemeindlichen Lebens.
15. Wilhelm Söldner (* 1857; † 1929)
rechtskundiger Bürgermeister und kgl. Hofrat
Verleihung am 17. September 1919
Die Ehrenbürgerschaft wurde in höchster Würdigung und Anerkennung seines ersprießlichen und erfolgreichen über 22-jährigen Wirkens zum Wohle der Stadt verliehen.
16. Hans Graetz (* 1861; † 1925)
praktischer Arzt und kgl. Hofrat
Verleihung am 3. Dezember 1919
Graetz war lange Jahre als Krankenhaus- und Armenarzt tätig. Als äußeres Zeichen höchster Anerkennung und des wärmsten Dankes der Bürgerschaft für in nahezu 30-jähriger selbstloser, unermüdlicher und aufopfernder Tätigkeit erworbenen unvergänglichen Verdienste.
17. Ernst Sachs (* 22. November 1867 in Konstanz; † 2. Juli 1932 in Schweinfurt)
Industrieller, Geheimer Kommerzienrat, Alleininhaber der Firma Fichtel & Sachs
Verleihung am 21. November 1927
Sachs wurde anlässlich seines 60. Geburtstages ausgezeichnet. Damit würdigte man seine Verdienste um die Ausbreitung der Kugellagerindustrie und seine hochherzigen Stiftungen zugunsten der Errichtung eines Hallenschwimmbades.
18. Willy Sachs (* 23. Juli 1896 in Schweinfurt; † 19. November 1958 in Schweinfurt)
Industrieller, kgl. schwedischer Konsul, Alleininhaber der Firma Fichtel & Sachs
Verleihung am 20. Juli 1936, ausgehändigt am 23. Juli[1]
Anlässlich seines 40. Geburtstages wurde Sachs für seine außerordentlichen Verdienste um die Stadt, insbesondere durch die Stiftung des Willy-Sachs-Stadions, gewürdigt.
19. Nils August Ekberg (* 1886; † 1965)
Direktor der SKF Kugellagerfabriken
20. Georg Schäfer (II) (* 7. September 1896 in Schweinfurt; † 27. Januar 1975 in Erlangen)
Industrieller, Teilhaber der Firma FAG Kugelfischer Georg Schäfer & Co.
Verleihung am 22. Dezember 1952
Beide wurden in Anerkennung ihrer außerordentlichen Verdienste ausgezeichnet, die sie sich nach Kriegsende durch den Wiederaufbau ihrer zerstörten Unternehmen erworben haben. Damit sicherten sie die Wiederbeschäftigung von Tausenden von Arbeitskräften. Sie nahmen die sozialen Leistungen wieder auf und förderten den sozialen Wohnungsbau.
21. Jens Ferdinand Gademann (* 1880; † 1969)
Kommerzienrat und Fabrikant
Verleihung am 21. Oktober 1954
Gademann war Inhaber der Weiß- und Buntfarbenfabrik Gademann & Co. Mit der Förderung der Wirtschaft, der Geschichtsforschung und des kulturellen Lebens seiner Heimatstadt machte er sich besonders verdient.
22. Karl Wilhelm Peterson (* 1891; † 1964)
Fabrikdirektor
Verleihung am 21. Oktober 1954
Peterson war Vorsitzender der Geschäftsführung der SKF Kugellagerfabriken. Für seine außerordentlichen Verdienste um den wirtschaftlichen Aufstieg der Stadt und das Wohl ihrer Bürger, wurde er zum Ehrenbürger ernannt.
23. Benno Merkle (* 1872; † 1959)
Oberbürgermeister a. D.
Verleihung am 28. Juni 1957
Merkle amtierte von 1920 bis zur Machtergreifung der Nationalsozialisten im Jahr 1933 als Oberbürgermeister der Stadt. In dieser schweren, politisch und wirtschaftlich bewegten Zeit erwarb er sich außerordentliche Verdienste um das Wohl der Stadt und ihrer Bürger.
24. Georg Schäfer (I) (* 1861; † 1925)
Geheimrat und Fabrikant
postume Verleihung am 25. Juni 1961
36 Jahre nach seinem Tod in Würdigung seiner großen Verdienste um die wirtschaftliche Entwicklung der Stadt zur Industriestadt und um das soziale Wohl der Beschäftigten seines Betriebs.
25. Gunnar Wester (* 1904; † 1967)
Vorsitzender der Geschäftsführung der SKF Kugellagerfabriken, schwedischer Konsul
Verleihung am 6. Januar 1964
In Anerkennung seines wirtschaftlichen und sozialen Wirkens zum Wohl der Stadt und ihrer Bürger.
26. Georg Wichtermann (* 1909; † 1997)
Oberbürgermeister a. D.
Verleihung am 23. März 1974
Wichtermann war zunächst von 1946 bis 1952 Mitglied des Stadtrates und anschließend bis 1956 Zweiter Bürgermeister. Von 1956 bis 1974 lenkte er als Oberbürgermeister die Geschicke der Stadt. In seiner über 30-jährigen Amtszeit als Kommunalpolitiker setzte er die nach Ende des Zweiten Weltkriegs eingeleitete Aufbauphase zielstrebig fort und brachte die Stadt auf vielen Gebieten des wirtschaftlichen, sozialen und kulturellen Lebens zur reichen Entfaltung.
Gretel Baumbach
27. Gretel Baumbach (* 1896; † 1983)
ehemalige Stadträtin
Verleihung am 18. Dezember 1975
Als erste Frau wurde Baumbach zur Ehrenbürgerin ernannt. Sie leistete nach Kriegsende wertvolle Hilfe in der freien Wohlfahrtspflege. Ihrer Initiative ist der Bau verschiedener sozialer Einrichtungen, wie dem Altenheim und Jugenderholungsanstalten zu verdanken. Baumbach gehörte von 1946 bis 1972 dem Schweinfurter Stadtrat an.
28. Otto Schäfer (* 1912; † 2000)
Unternehmer, Miteigentümer der FAG Kugelfischer Georg Schäfer KGaA
Verleihung am 25. Mai 1977
Schäfer war Mitinhaber der Firma Kugelfischer Georg Schäfer & Co. Aufgrund seines langjährigen tatkräftigen Einsatzes für die wirtschaftlichen, kulturellen und sozialen Belange der Stadt und ihrer Bürger machte er sich verdient.
29. Georg Schäfer (III) (* 1928)
Ingenieur, langjähriger Miteigentümer der FAG Kugelfischer Georg Schäfer KGaA
Verleihung am 4. März 2008
Schäfer ist u. a. Mitbegründer der "Sammlung-Dr.-Georg-Schäfer-Stiftung. Ihm ist es zu verdanken, dass die von seinem Vater Georg Schäfer (II) zusammengetragene einzigartige Gemäldesammlung in Schweinfurt gehalten und der Öffentlichkeit zugänglich gemacht werden konnte.
30. Otto G. Schäfer (* 1937)
Kaufmann, langjähriger Miteigentümer der FAG Kugelfischer Georg Schäfer KGaA
Verleihung am 4. März 2008
Schäfer hat u. a. die Bibliothek seines Vaters Otto Schäfer trotz lukrativer Angebote in eine Stiftung überführt und damit ihren Verbleib in Schweinfurt gesichert. Zur Bibliothek gehört die nahezu vollständige Sammlung der Druckgraphik Albrecht Dürers in herausragender Qualität.
31. Kurt Petzold (* 1936)
Oberbürgermeister von 1974 bis 1992
Verleihung am 18. Februar 2011
32. Gudrun Grieser (* 1947)
Oberbürgermeisterin von 1992 bis 2010
Verleihung am 18. Februar 2011